# Formalin-fixiertes Paraffin-eingebettetes Gewebe
Ein Formalin-fixiertes Paraffin-eingebettetes Gewebe (engl., formalin-fixed paraffin-embedded tissue oder formaldehyde-fixed paraffin-embedded tissue, FFPE-Gewebe) ist eine biochemische Bezeichnung für Formalin-fixierte und anschließend Paraffin-eingebettete Gewebe.

## Eigenschaften
Die Fixierung von Geweben mit Formalin und die anschließende Einbettung in Paraffin gehört zu den häufigsten Methoden zur Konservierung und Stabilisierung von biologischen Geweben vor einer Mikrosektion und einer histologischen Untersuchung unter einem Mikroskop. Viele klinische Proben werden als FFPE-behandelte Proben gelagert. Bei späteren genetischen Analysen der Probe müssen die FFPE-Veränderungen der Probe rückgängig gemacht werden, z. B. für eine Extraktion und eine anschließende Analyse der DNA oder RNA per DNA-Sequenzierung oder per Microarray für Zwecke der personalisierten Medizin oder zu Zwecken der Proteomik. Daher wurden verschiedene Extraktions- und Renaturierungsmethoden entwickelt, um FFPE-Präparate auch nach Jahren für andere Diagnoseverfahren nutzen zu können. Dabei werden unter anderem Verfahren der Antigendemaskierung verwendet.

### Proteine
Für eine Immunfärbung wird das Paraffin in FFPE-Geweben mit Xylol extrahiert. Mit einer aufsteigenden alkoholischen Reihe werden mit mehreren Lösungen ansteigender Konzentrationen von Ethanol in Xylol und später Ethanol in Wasser das Gewebe hydrophilisiert, sodass anschließend die Immunfärbung mit wässrigen Lösungen erfolgen kann. Bei einer Extraktion von Proteinen werden FFPE-Gewebe vor einer Extraktion meistens auf 100 °C erhitzt.

### Nukleinsäuren
Bei Extraktionen von DNA oder RNA entfällt oftmals die Xylol-Extraktion des Paraffins. Typische Schäden an Nukleinsäuren nach einer Formaldehyd-Fixierung sind Desaminierungen von Cytosin zu Uracil, die nach einer Amplifikation per Polymerase-Kettenreaktion (PCR) und Sequenzierung zu C→T-Mutationen führen, sowie Einzelstrangbrüche, die die Länge der Amplifikate verkürzen. Daher werden gelegentlich die aus FFPE-Geweben extrahierten Nukleinsäuren vor einer PCR mit den Enzymen Uracil-N-Glykosylase und einer DNA-Ligase behandelt, um eine teilweise DNA-Reparatur zu erreichen.

## Geschichte
Die Antigendemaskierung zur Verwendung von FFPE-Geweben bei der Immunfärbung wurde erstmals 1991 unter Verwendung von Metallionen-Lösungen und Erhitzen mit Mikrowellen auf 100 °C durchgeführt.